# Tercera edad

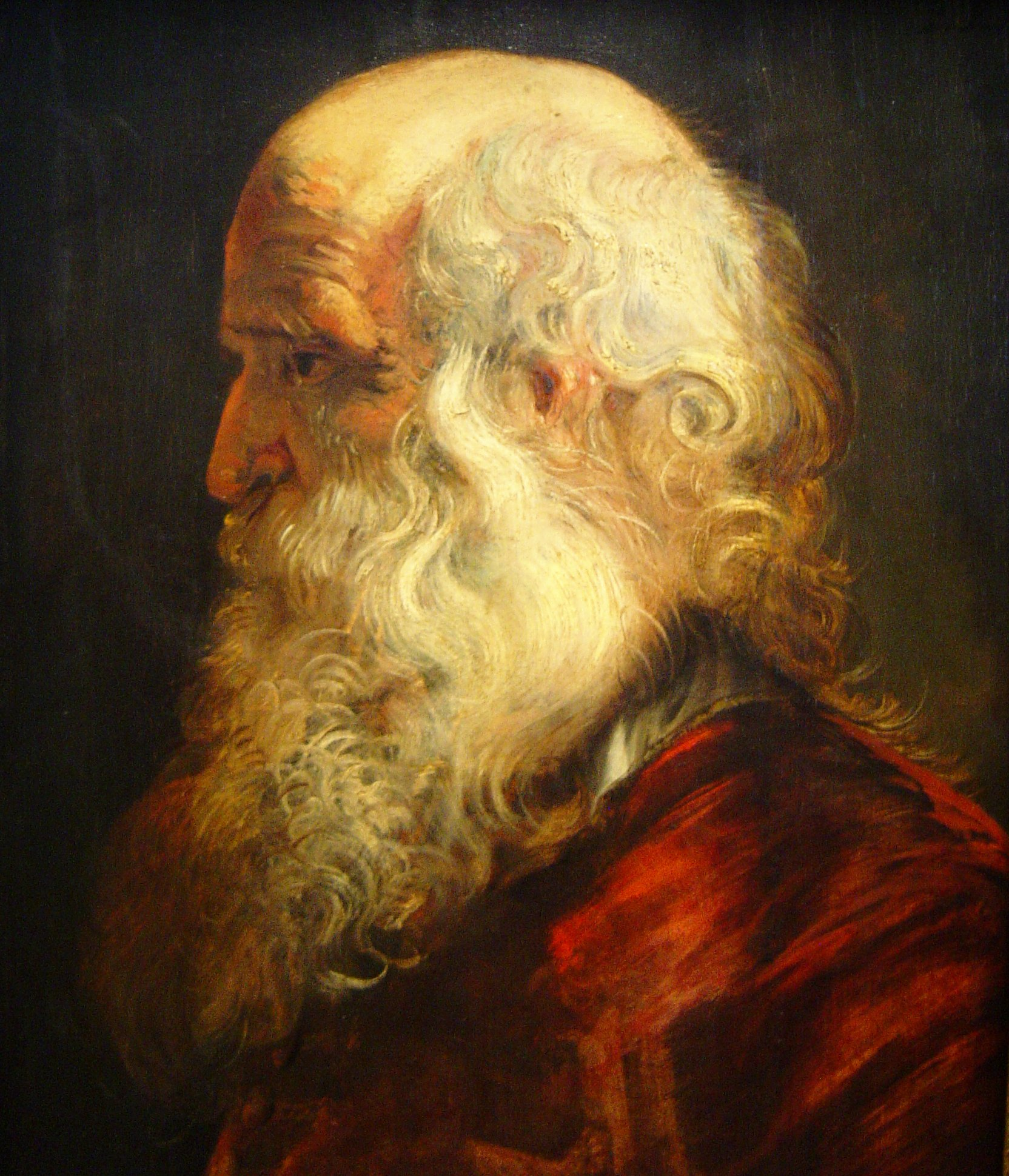
Estudio de la cabeza de un anciano, óleo sobre tabla (1610-1615) de Peter Paul Rubens (1577-1640).

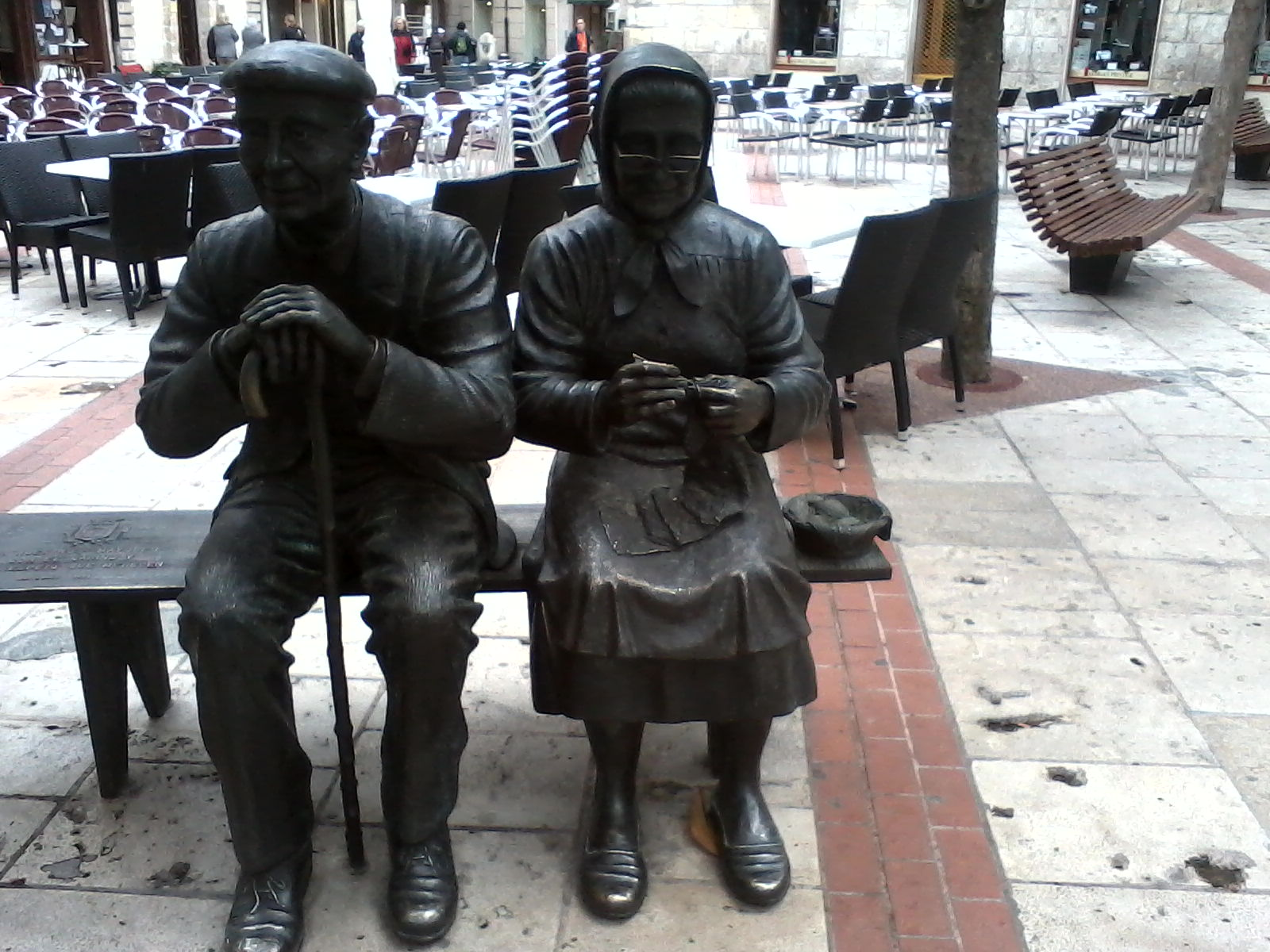
Estatua que representa a una pareja de ancianos en los alrededores de la Catedral de Burgos.

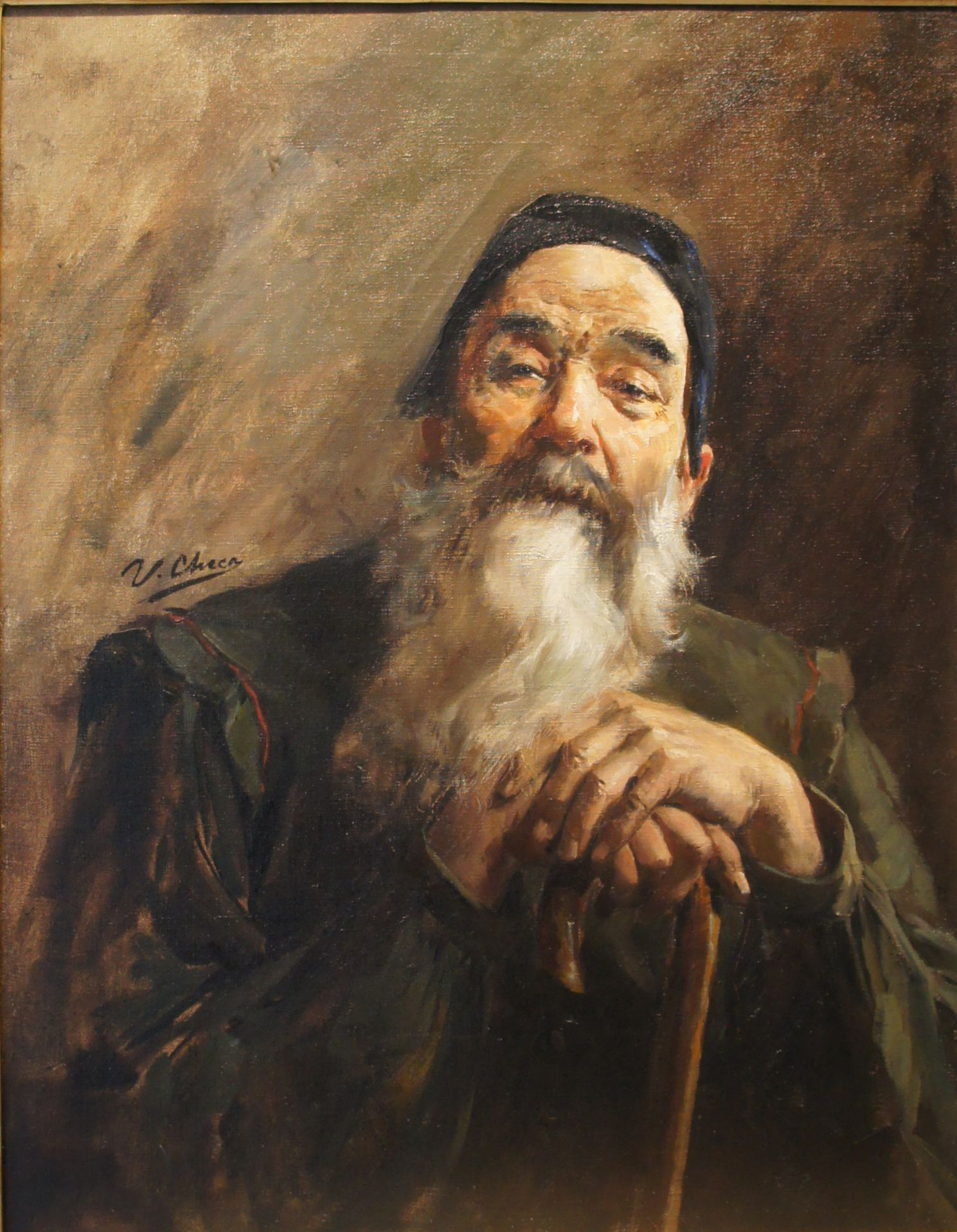
Anciano, obra de Ulpiano Checa (1860-1916).

Los términos tercera edad, vejez, ancianidad y senectud son locuciones antroposociales que hacen referencia a las últimas décadas de la vida, en la que la persona se aproxima a la edad máxima que el ser humano puede vivir.
En esta etapa del ciclo vital, precedida por la madurez, se presenta un declive de todas aquellas estructuras que se habían desarrollado en las etapas anteriores, con lo que se dan cambios a nivel físico, cognitivo, emocional y social. A pesar de que esta fase tiene un punto final claro (la muerte), la edad de inicio no se encuentra establecida específicamente, puesto que no todos los individuos envejecen de la misma forma.
Varía de un país a otro, según los factores socioculturales, institucionales, económicos y políticos. Por ejemplo, la tercera edad en España y Ecuador se considera a partir de los 65 años, mientras que en Colombia, México y Perú es a partir de los 60 años.

## Introducción
En Japón, la vejez es un símbolo de estatus; es común que a los viajeros que se registran en los hoteles se les pregunta la edad para asegurarse de que recibirán la deferencia apropiada. En contraste, en Estados Unidos el envejecimiento por lo general se considera indeseable. Los estereotipos sobre el envejecimiento, internalizados en la juventud y reforzados por décadas de actitudes sociales, pueden convertirse en estereotipos personales, que a nivel inconsciente y a menudo actúan como profecías que se autorrealizan.
Este grupo de edad ha estado creciendo en la pirámide de población o distribución por edades en la estructura de población, debido principalmente a la baja en la tasa de mortalidad por la mejora de la calidad y esperanza de vida de muchos países.
Las condiciones de vida para las personas de la tercera edad son especialmente difíciles, pues pierden rápidamente oportunidades de trabajo, actividad social y capacidad de socialización, y en muchos casos se sienten postergados y excluidos. En países desarrollados, en su mayoría gozan de mejor nivel de vida, son subsidiados por el Estado y tienen acceso a pensiones, garantías de salud y otros beneficios.
Incluso hay países desarrollados que otorgan trabajo sin discriminar por la edad, y donde prima la experiencia y capacidad.[cita requerida]
Las enfermedades asociadas a la vejez (alzhéimer, artrosis, diabetes, cataratas, osteoporosis etc.) son más recurrentes en los países en vías de desarrollo que en los desarrollados.
El Día Internacional de las Personas de Edad se celebra el 1 de octubre.

### Etapas de la tercera edad
Durante la tercera edad se distinguen tres etapas, ya que con el aumento de esperanza de vida, no se considera igual tener 70 años que 90. Estos cambios de etapas, coinciden a su vez, con cambios físicos y psíquicos. Dependiendo de la fuente, las edades con las que se considera una etapa u otra, pueden variar.

### Clasificación de las personas provectas
1. Persona mayor (sana o enferma) autónoma: incluye a las personas mayores de 55 años, sanas y afectas de enfermedades (agudas o crónicas) no potencialmente incapacitantes.[14]De hecho son numerosas las fortalezas de las personas mayores incluso en situaciones estresoras.[15]
2. Persona mayor frágil o de alto riesgo de dependencia: este concepto indica situación de riesgo de dependencia (pero sin padecerla aún), siendo potencialmente reversible, o pudiendo mantener la autonomía mediante una intervención específica.
3. Paciente geriátrico: si cumple tres o más de las siguientes condiciones:[16]

- Mayor de 75 años
- Pluripatología
- Incapacidad funcional (alto riesgo de dependencia)
- Deterioro mental
- Problemática social en relación con su estado de salud

### Fragilidad
Es la disminución multisistémica de la reserva fisiológica frente al estrés. Condicionada por el envejecimiento y los factores externos.
Estado asociado al envejecimiento (y a determinados factores externos), que se caracteriza por una disminución multisistémica de la capacidad de reserva fisiológica funcional ante el estrés (es decir, por una incapacidad para mantener la homeostasis). Este estado se traduce en:
- Pérdida de resistencia (la sarcopenia o pérdida de masa muscular es un componente clave en la aparición de la fragilidad)
- Aumento de la vulnerabilidad
- Aumento del riesgo de incapacidad

### Características del anciano frágil
- Mayor de 80 años[18]
- Pluripatología (con tendencia a la cronicidad)[19]
- Pérdida de la capacidad funcional
- Deterioro cognitivo (incluyendo mal de Alzheimer)
- Problemas afectivos (depresión)
- Ingresos hospitalarios repetidos
- Polifarmacia (tres o más fármacos)
- Presencia de síndromes geriátricos
- Vive solo
- Está institucionalizado.

## Aspectos sociales y sociológicos

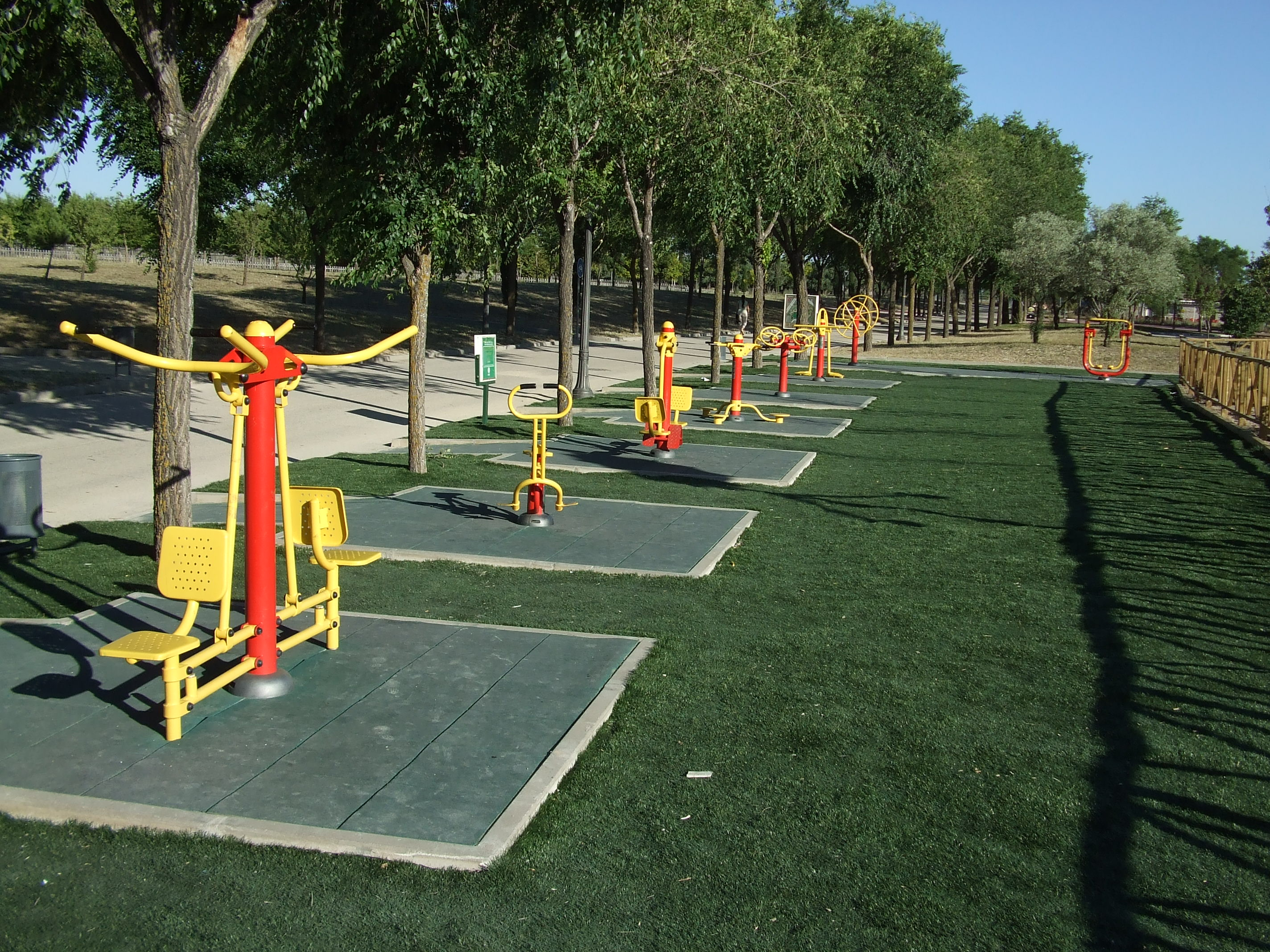
Instalaciones para uso de personas de la tercera edad en el Parque Juan Carlos I en Madrid (España).

La recién elaborada sociología de la tercera edad tiene otras dimensiones: considerar a estas personas un grupo cultural en una estratificación de la población por grupos de edad (igualdad de trato, igualdad de derechos). Sin embargo, esta situación solo puede aplicarse en un segmento interesante pero reducido de consumidores y de clientela política, por lo que de nuevo es reduccionista, pues asume homogeneidad. Además, la exclusión del mercado laboral remunerado no quita su inclusión en actividades típicas del voluntariado, comisiones municipales, residencias, centros sociales, bibliotecas y otras instituciones con enfoque comunitario, asociacionista y participativo como personas y como ciudadanos.
Shanas (1968, 1977) contribuyó con el concepto de la construcción social de la tercera edad contra conceptos discriminantes que, como símbolos y sentimientos, pueden modificarse; Robert Neil Butler (1975, 1980) removió hacia adelante la nueva edad, con un enfoque de interaccionismo simbólico.

## Disciplinas que la abordan
La geriatría estudia la prevención, curación y rehabilitación de enfermedades en la tercera edad; y la gerontología estudia los aspectos psicológicos, educativos, sociales, económicos y demográficos relacionados con los provectos.
Hoy en día existen especialidades como la gerontología psiquiátrica (o psiquiatría gerontológica), que incluyen variables como la calidad de vida y otros fundamentos científicos. También existe la educación gerontológica, que tiene como finalidad orientar los preceptos pedagógicos a la ciencia de la gerontología para enriquecerla y reforzarla. Se ha desarrollado también como una tecnología social de apoyo e industrialización y de avances científicos.

## Platón y Cicerón
El tema de la senectud como preparación para la vejez preocupó a Platón (en el siglo V a. C.) en La república, y Cicerón (en el siglo I a. C.) escribió sobre ella en De senectute. Ambos son escritos en la ontología de las categorías de edades, que se ha configurado alrededor de 'modos de ser', relacionados con el decurso mismo de la vida personal. Hay párrafos que, en lo esencial, son idénticos en ambos autores. Las 'apostillas al diálogo de la vejez' en Internet es un elogio al pensamiento de Cicerón.[cita requerida]

## Terminología de la vejez, discriminación y prejuicios

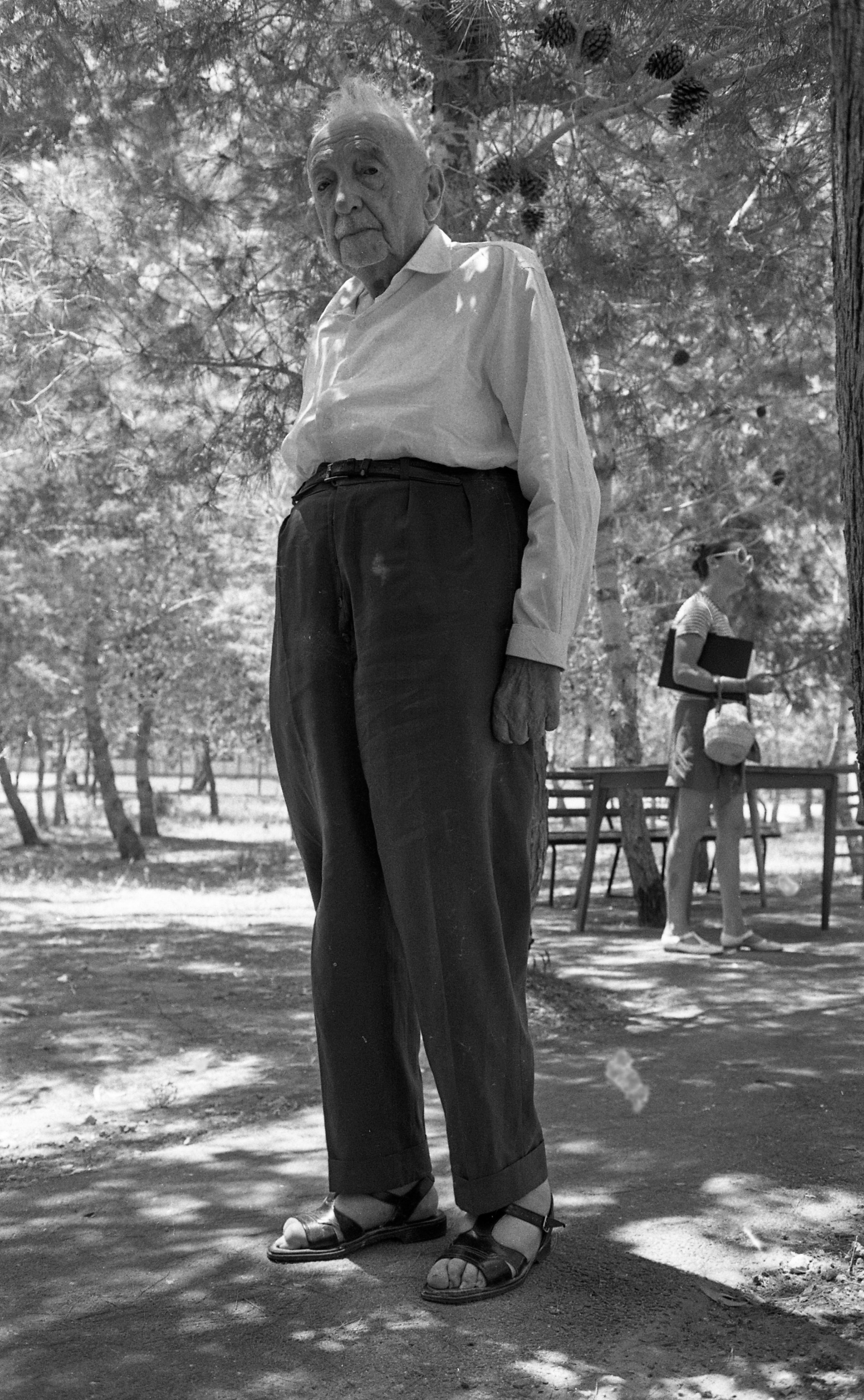
Anciano de 95 años en Israel, en 1969.

Las diferentes denominaciones: senectud, ancianidad, vejez, mayores, segunda juventud, provectos y tercera edad, al igual que la terminología de seniors para elders (en el inglés) tienen todos el propósito de esquivar los prejuicios y la discriminación. Algunos de ellos sí lo logran, y en gran medida; otros, por el contrario, generan nuevas máscaras. También los estudios sociológicos han asignado prioridades al tema y que varían en las distintas sociedades y épocas a la par de alimentación, vivienda, salud y transportes. También hay abuso de los mayores como discriminación por edad en los ambientes laborales.[cita requerida]
Hay una consideración también respecto al «estar activo» y a las aficiones pensadas con un diseño universal, que sustituyen a los trabajos en los mayores y que también pueden ser proyectadas desde muchos años antes, por ejemplo: la lectura como recurso y como afición, que si no ha sido ya utilizada en la juventud y edad adulta, difícilmente será utilizada mucho después. Priman los temas vitales y no quieren que estén ausentes tampoco los propios de su grupo social de personas provectas, como cultura diferente e igualmente con una diferente actitud a lo que es nivel de vida. Es muy sensible al puesto en la nueva sociedad de los mayores por la pérdida de la familia extensa y el advenimiento de la familia nuclear o solo de pareja, con pocos hijos. Lo es también su capacidad de maniobra por el aumento de rentas y consecuente independencia de los futuros 'mayores', por el aumento de la clase media.[cita requerida]
Es muy común entre las personas denominar a los ancianos como abuelos, aun no siendo los propios abuelos biológicos. Si bien esto es un eufemismo, pues el término viejo se considera peyorativo y ofensivo.[cita requerida]
En el plano de la salud, los profesionales sanitarios son conscientes de la importancia de la empatía y la actitud hacia los ancianos para evitar su discriminación, en una etapa en el que es frecuente la necesidad de atención sanitaria.

## Depresión en la tercera edad
La tercera edad es una etapa de la vida en la que el humano elabora una reflexión de lo que ha logrado en su trayectoria de vida, así como de las oportunidades que se han dejado pasar o simplemente se han postergado. Cabe señalar que en esta etapa se hacen presentes los trastornos biológicos y psicológicos. Es decir, se comienza a tener problemas con la vista, la audición, el habla, el equilibrio y la pérdida de memoria.
También suele perderse a seres queridos y amigos, y la incapacidad para participar en actividades que antes solía realizar a menudo. Esto puede resultar en una desestabilidad emocional que da lugar a emociones negativas como la tristeza, la ansiedad, la soledad y la baja autoestima, que a su vez conducen al aislamiento social y la apatía.
La consecuencia más grave sería la depresión crónica o la depresión que es recurrente y persistente. Esta puede tener efectos físicos que incrementan el índice de mortalidad de varones y mujeres.
En Japón, la vejez es un símbolo de estatus; es común que a los viajeros que se registran en los hoteles se les pregunte la edad para asegurarse de que recibirán la deferencia apropiada. En contraste, en Estados Unidos el envejecimiento por lo general se considera indeseable. Los estereotipos sobre el envejecimiento, internalizados en la juventud y reforzados por décadas de actitudes sociales, pueden convertirse en estereotipos personales, que a nivel inconsciente y a menudo actúan como profecías que se autorrealizan.
La depresión puede llevar a hábitos alimenticios que acaben resultando en obesidad, provocando también pérdida considerable del apetito y la reducción de niveles de energía, ocasionando a veces un trastorno conocido como anorexia geriátrica. Asimismo, pueden experimentar índices más altos de insomnio y tiempos de reacción más prolongados que lo normal, lo que aumenta los riesgos asociados con cocinar y conducir.
Es por esto que se debe poner un especial interés en la vida de las personas de tercera edad, ya que si ellos son acompañados en esta etapa de cambios, y se sienten apoyados, se puede reducir el riesgo de padecer depresión.
También si ellos ejercitan su memoria y realizan actividades, ya sean físicas o recreativas, a un ritmo moderado, pueden sentirse útiles y así motivar al grado de aumentar su autoestima.
En esta etapa de la vida, en la que el humano desea envejecer de una forma digna y saludable, se presentan muchos cambios psicológicos, sociales, físicos, etc. Estos cambios representan pérdidas significativas para el adulto provecto por ejemplo el tener que ser cuidado por algún familiar como lo son los hijos, el miedo a perder todas sus habilidades físicas e independencia, puede provocar en él una baja autoestima y esto derivar en una depresión muy severa, ¿Qué hacer? reforzar la autoestima, es decir la imagen propia del adulto mayor sobre la base de sus logros, metas alcanzadas, esfuerzos, logros, sabiduría de vida a partir de la experiencia (ampliar la auto imagen positivamente). Este refuerzo puede darse a través del aprendizaje acerca de la valoración de sí mismo.

## Soledad en la tercera edad

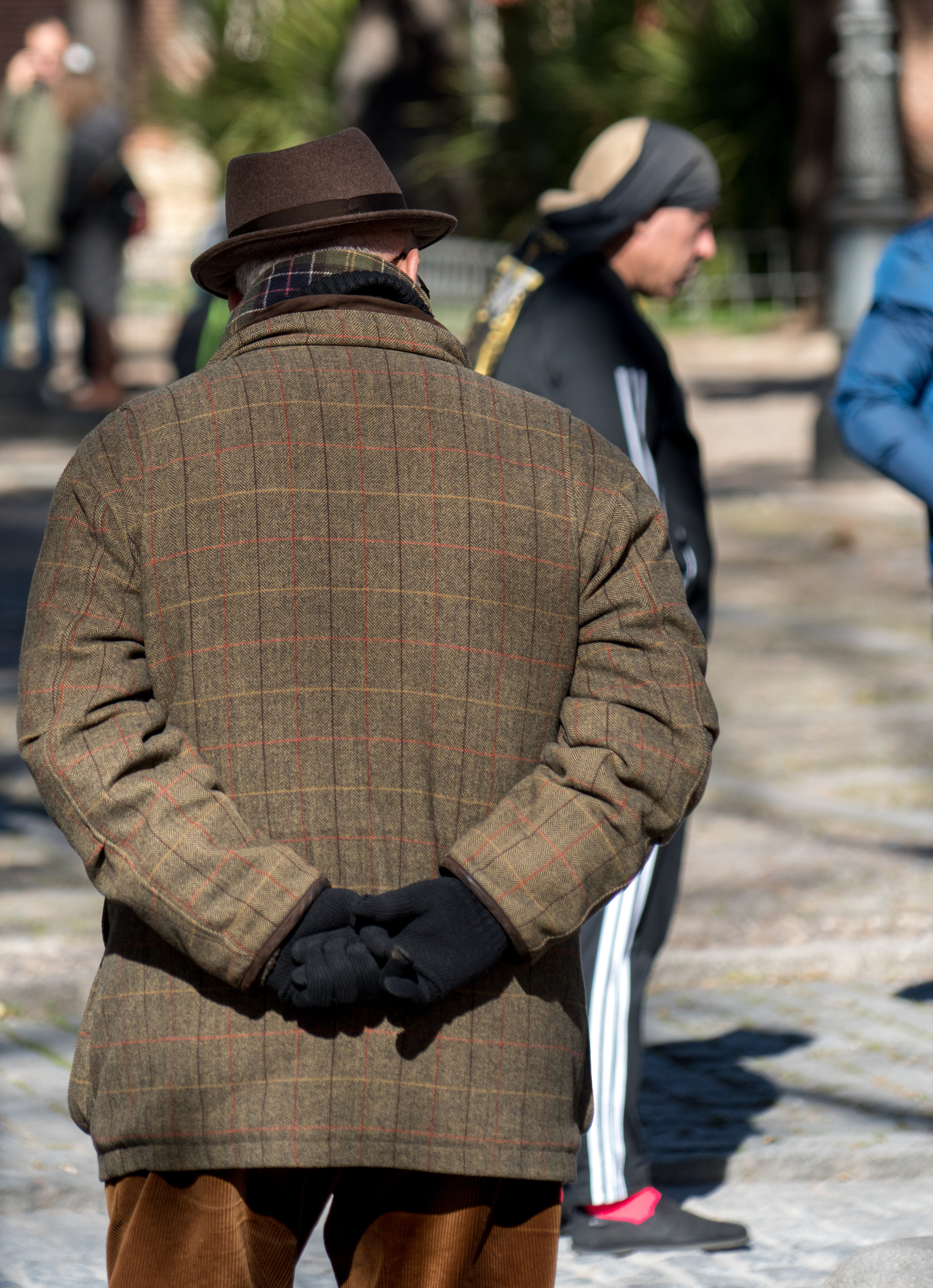
Persona provecta paseando en un día soleado, en 2019.

La relación entre la soledad y edad ha sido resaltada en numerosos estudios. Cuando hablan de la soledad las personas mayores aluden, por un lado, al hecho objetivo de hallarse habitualmente solas en la vivienda; pero, por otro, al sentimiento interno de falta de compañía que quizás les invade de vez en cuando o bien de forma permanente. Por ello podríamos destacar varias etapas de la vejez según el hogar: la primera es cuando los padres conviven con sus hijos estando estos en la edad adulta, la segunda con la aparición del nido vacío y la emancipación de los hijos, la tercera al fallecer uno de los cónyuges, y la cuarta con la reagrupación del hijo con el padre/madre.
El uso de los recursos para combatir el sentimiento de soledad difiere según el género, tendiendo los hombres a las actividades más relacionadas fuera del ámbito doméstico, mientras que las mujeres se refugian más en la búsqueda de la familia y la del interior del hogar.
Tener pareja puede ser factor fundamental para no sentirse solo, independientemente de la edad.
Otro recurso podría ser la presencia de las mascotas. Tener un animal de compañía ayudaría a evitar el sentir estar solo. Las personas que no tienen animales de compañía puntúan más alto en Soledad Social que aquellos que sí tienen.
Para finalizar, sea cual sea el hecho desencadenante de la soledad, esta no es el principal problema de la vejez, pero es el problema principal que pueden experimentar algunas personas mayores creándose inseguridad y sintiéndose indefensas, provocando inclusive depresiones.
Para tener más claro cómo viven las personas mayores la soledad, vamos a hablar del lugar que ocupan en la jerarquía social.
La relación entre el género y la edad resulta muy diferente para hombres y mujeres, debido entre otras cosas a la valoración que se tiene de ellos en la jerarquía social. Ha habido un cambio en ello con respecto a la historia, ya que antes eran menos numerosos y más valorados, al contrario que ahora, más numerosos y menos valorados, debido también a las nuevas tecnologías y a la escasez de trabajos.
Se quiere una equidad, una igualdad entre estas personas concretamente en la vejez, pero esto quiere decir igualdad de oportunidades para ambos teniendo en cuenta las diferencias personales de cada uno. Como objetivo a mencionar es conseguir que estas personas tengan esa autonomía que deberían tener como derecho u obligación, y no solo a nivel individual sino también en conjunto social.
En esa relación que debe haber entre ambos se debe tener en cuenta el cuidado de estas personas, convirtiéndose en las personas cuidadas y no los cuidadores, tanto por el estado como por la familia. Ello en términos de equidad, esto es, tratamiento como iguales, en lugar de igualdad de tratamiento.
Punto que también es importante para estas personas es el sentirse mayores o inútiles, algo que viene dado por la edad impuesta de jubilación; pero realmente la edad no es el único factor que habría que tener en cuenta a la hora de determinar el término vejez, también inciden la apariencia física, el estado psicológico y social.
Esta edad es la estimada en relación con la edad laboral de España, es decir, llegado ese momento, el sujeto deja de tener relación directa con el trabajo, pasando a pertenecer a la población no activa, siendo jubilados.
Esto ocurre por dos razones:
- Ocurre para dejar paso en el trabajo a generaciones más jóvenes, personas más dinámicas pero a la vez menos expertas; dando un relevo generacional.
- El segundo argumento sería el merecido descanso, para lo que se crea la pensión, derecho y concesión del Estado hacia los jubilados.[25]

Críticas al respecto:
- No siempre se sustituye por la juventud, ya que a veces se utiliza la tecnología, o inclusive no se reemplaza, directamente se suprime.
- Los ancianos realmente no son mantenidos por nadie, ya que se han ido pagando a lo largo de su vida laboral, mediante la consiguiente cotización.
- El trabajo es escaso, por lo que hay que retrasar el momento de llegada de los jóvenes.
- La edad de jubilación es impuesta sin ser consultada.[25]
- La jubilación es un logro social pero a veces hay personas que quieren seguir trabajando e inclusive están en perfecto estado para ello.

Uno de los métodos utilizados para contrarrestar la soledad en personas de la tercera edad son las visitas a domicilio hechas por asistentes sociales. Estas buscan ser una atención preventiva para disminuir factores de riesgo en adultos mayores. En una revisión de 64 casos de estudio hechos por Campbell Collaboration en su mayoría en Estados Unidos y Reino Unido, se ha concluido que las visitas a domicilio no reducen de manera significativa la mortalidad y morbilidad de los adultos mayores.
Otra manera de reducir el sentimiento de soledad es aumentando el contacto. El contacto físico ayuda considerablemente a los abuelos. Pequeñas acciones como un abrazo, un beso o una caricia, hacen mucha diferencia en la vida de las personas de la tercera edad. Los principales beneficios del contacto físico en los abuelos son: reducir el enojo y la apatía, incrementar su autoestima, relajar los músculos, reducir el riesgo de padecer demencia, entre muchos otros.

## Sexualidad en la tercera edad

### Sexualidad y la necesidad sexual
La sexualidad es una motivación básica que dirige e intensifica la conducta de los seres humanos y que se encuentra basada en el deseo sexual, el cual es un impulso personal influido tanto por estímulos externos (estímulos asociados con la sexualidad) como internos (pensamientos). Los seres humanos somos seres sexuados, por lo que a lo largo del ciclo vital presentamos excitación, placer sexual y deseo. De esta manera, aunque no se tenga actividad sexual, la tendencia motivadora de la sexualidad se mantiene en el individuo.
Por lo tanto, en la tercera edad no se presenta una pérdida del deseo sexual y a pesar de ciertos cambios fisiológicos, la sexualidad no pierde su complejidad. Durante esta etapa, la actividad sexual puede tener particulares contenidos afectivos y motivaciones sin descartar el deseo. Con ello, las relaciones sexuales en la tercera edad se encuentran relacionadas con el encuentro interpersonal y que se puede explicar a partir de una de las tres necesidades interpersonales características de esta etapa, la necesidad sexual. Se entiende por necesidad sexual aquella necesidad, en la que se buscan las manifestaciones de afecto (besos, caricias, abrazos), la intimidad corporal, la excitación, el deseo, el sentirse deseado y el placer sexual y de intimidad emocional. Así, no se reduce el sexo a la genitalidad, sino es importante entender la necesidad de contacto en la actividad sexual.
No obstante, los adultos mayores pueden atravesar ciertas dificultades para satisfacer esta necesidad, ya que muchos de ellos pueden perder a su pareja, por lo que también se podría dar la pérdida de su compañero o compañera sexual. De esta manera, se puede presentar una soledad sexual-amorosa, es decir la falta de la necesidad de excitación, placer e intimidad corporal y emocional con otra persona. Así, el adulto mayor debe esperar nuevos vínculos para poder satisfacer la necesidad. La espera puede ser larga, ya que teniendo en cuenta que el encuentro interpersonal es fundamental en el acto sexual, se puede dar una búsqueda de la satisfacción de la necesidad a partir un vínculo significativo. No obstante, esto no significa que el adulto mayor no pueda gozar nuevamente de su sexualidad.

### Creencias falsas
Socialmente la sexualidad en la tercera edad es rechazada o no es considerada. Esto se puede explicar a partir de las creencias falsas que se tienen a nivel social sobre la sexualidad en la tercera edad. Una de las principales supone que los viejos no tienen capacidades fisiológicas para tener conductas sexuales. Asimismo, se asume que los adultos mayores no se encuentran interesados en las actividades sexuales, puesto que debido a la edad la satisfacción sexual ha disminuido.
Ninguna de estas creencias es cierta, ya que en primer lugar la mayoría de provectos sí son capaces de mantener actos sexuales, ya que conservan la fisiología del placer sexual. A pesar de que se pueden presentar ciertas limitaciones físicas, estas pueden ser tratadas o sobrellevadas, por lo que la desaparición de la actividad sexual no es justificada por estos cambios. Asimismo, respecto a la segunda creencia, muchos adultos mayores mantienen un interés en los actos sexuales, presentándose en ellos deseo sexual. Si bien es cierto que algunos adultos mayores expresan haber perdido su interés sexual o una disminución de ella, la satisfacción de la actividad sexual tiende a permanecer en la tercera edad. Como se puede observar, se presentan ciertas preconcepciones sobre la tercera edad que no corresponden a la realidad y que son compartidas socialmente. Lamentablemente, estas creencias falsas pueden influir en las representaciones que tienen los provectos sobre sí mismos, afectando su propia sexualidad.

### Factores condicionantes

#### En las mujeres
Los cambios fisiológicos y anatómicos en las mujeres de tercera edad comienzan con el fenómeno de la menopausia, debido al envejecimiento de los ovarios y la disminución en la capacidad de respuesta a los mensajes del eje hipotalámico-hipofisario a nivel cerebral. La edad normal del comienzo de la menopausia oscila entre los 45 y los 50 años, y se confirma cuando ha pasado un año sin menstruación. Asimismo, los ovarios comienzan a producir menor cantidad de estrógenos y la pérdida de la capacidad reproductora involucran, específicamente, a la vagina y la vulva, debido a que los labios mayores y menores pierden tamaño y elasticidad, el introito vaginal se estrecha, lo que ocasiona molestias y dolores en las féminas, además la disminución en la capacidad de defenderse frente a infecciones.

No obstante, los cambios más significativos para las mujeres son los que involucran la figura corporal, lo cual tiene sentido debido a la gran presión social por favorecer la juventud. Los cambios en la figura corporal se evidencian en las mujeres en la piel envejecida, la disminución de la turgencia de las mamas, en la notoria distribución distinta de la grasa (figura menos juvenil), pérdida parcial y cambio de color del cabello lo que las lleva a realizar conductas que encajen en la sociedad como teñirse el cabello, utilizar cremas, acudir a servicios de cirugía plástica, entre otros.

En cuanto a la respuesta sexual, los cambios más sobresalientes son una respuesta sexual más lenta y una menor frecuencia e intensidad en las contracciones orgásmicas.

Por todo lo anterior, cabe resaltar que todos estos cambios no implican razones fisiológicas para dejar de tener conductas sexuales coitales, ser acariciadas o masturbarse y, en general, disfrutar de una sexualidad plena.

#### En los varones
Los varones, si bien presentan claros cambios a nivel de su sexualidad, se diferencian en varios aspectos respecto a las féminas, especialmente, en que en ellos no se produce un cambio fisiológico equivalente a la menopausia.
En cuanto a los cambios fisiológicos y anatómicos, en los hombres se evidencian en la disminución de hormonas masculinas como la testosterona, menor tamaño de los testículos y, por lo tanto, menor producción de esperma. Además, en la tercera edad, los hombres comienzan a perder vigor en la erección.
En cuanto a la figura corporal, los hombres de tercera edad manifiestan envejecimiento generalizado, especialmente de la piel y el cabello.
Por su parte, los cambios más significativos son en cuanto a la respuesta sexual, ya que se produce un mayor intervalo de tiempo para conseguir la erección y el orgasmo, para lo cual es necesario mayor estimulación táctil directa y continuada, menor vigor y estabilidad en las erecciones. Asimismo, la eyaculación es menos vigorosa y el período refractario es más largo para producir una nueva erección. Esto último podría resultar en una ventaja, ya que hace más fácil el entendimiento con las mujeres al favorecer el interés por la estimulación no necesariamente genital y disminuir la urgencia a eyacular.
Por último, es necesario recalcar que, al igual que las mujeres, estos cambios a nivel fisiológico en los hombres de tercera edad no impiden una satisfacción sexual plena.

#### Factores sociales y culturales
El cuerpo en la especie humana no solo es significativo a nivel personal, sino que también involucra una representación que es interpretada por cada cultura, cada sociedad y cada momento histórico a partir de los cánones de belleza determinados por la misma sociedad. Los cánones de belleza son definidos, actualmente, por las industrias de belleza y moda, los productos culturales cosméticos, farmacológicos y quirúrgicos, tanto para varones como para féminas; sin embargo, las personas mayores pueden sufrir debido a su alejamiento por la figura corporal estética predominante en su respectiva cultura y sociedad, generándoles baja autoestima, angustia y miedo a envejecer cada vez más.
La jubilación laboral, uno de los cambios sociales más generales, debido a la avanzada edad o a las limitaciones involucradas en diversas enfermedades pueden alterar la vida social de las personas. En el caso de que la pareja de adultos tardíos vivan juntos, la jubilación laboral de uno de los miembros o de ambos los obliga a restablecer sus relaciones, a realizar cambios en ellas, debido a que pasan a estar más tiempo juntos, a estar todo el día pendientes del otro, lo cual podría significar consecuencias tanto positivas como negativas, ya que si bien, por un lado, el pasar más tiempo juntos favorecería la relación, por otro, podría significar sentimientos de atosigamiento. Por otra parte, la jubilación puede dejar aisladas a las personas de tercera edad solteras, separadas o viudas, para quienes es importante ofrecerles actividades sociales que les permita salir de su apartamiento.
Por otra parte, los afectos sexuales y amorosos como el deseo, la atracción y el enamoramiento están también determinados por la sociedad y la cultura en la que se vive.
Estos efectos sexuales cumplen la consigna de impulsar a buscar a otra persona, a encontrarse a uno mismo corporal, mental y afectivamente, no obstante, es necesario especificar que la sexualidad no implica solamente actividad sexual coital, sino que hay otros afectos que la significan.
En cuanto al deseo, en la especie humana, a diferencia de los animales, representa un factor cualitativo y, por lo tanto, no involucra únicamente una actividad sexual procreadora.
En cuanto a la atracción, esta se mantiene activa a lo largo de la vejez, aunque los modelos sociales predominantes estén más asociados a la juventud.
El enamoramiento, por su parte, supone el deseo y la atracción sexual a la vez y cambia aún dentro de la misma sociedad, cada cierto tiempo.
Finalmente, el rol de género y el rol sexual asignados por la sociedad a las personas, sobre todo, a las mujeres perjudican y crean dificultades para vivir una sexualidad plena y sentirse satisfechas. Entre esos factores se encuentran que las mujeres han sido educadas de forma más represiva y limitada en términos de moral sexual que los hombres, en donde el matrimonio es una causa obligatoria para poder tener relaciones sexuales. En ese sentido, las mujeres que se toman libertades sexuales son peor vistas que los hombres que harían lo mismo. Las mujeres, además han aprendido a que deben de tomar menos la iniciativa en términos de sexualidad, incluso por temor a ser catalogadas de manera negativa.

#### Factores psicológicos
En el caso de las mujeres, los cambios fisiológicos asociados a la menopausia pueden venir acompañados de cambios psicológicos en términos de inestabilidad, como el nerviosismo, dificultades para dormir. Estos cambios pueden evidenciarse en conductas como cambios drásticos de humor, de emociones y sentimientos de tristeza y depresión más frecuentes.
En los hombres, por su parte, los cambios psicológicos se evidencian en el miedo a no dar la talla en la respuesta sexual de las relaciones.
El factor presente en ambos sexos a nivel psicológico es el balance de la vida, que se refiere a la revisión de los aspectos más importantes de la vida del humano como la salud, el trabajo, la economía, las relaciones sociales, familiares, la sexualidad y la vida amorosa, de las que podrían devenir sentimientos de satisfacción o frustración, dependiendo del bienestar alcanzado en esta evaluación.
Existen, además, factores generacionales que interactúan con los factores fisiológicos y los psicológicos propios de la edad, entre los cuales influyen el tener o no pareja sexual disponible, la historia sexual de cada persona y de cada pareja y el tiempo que se lleva en pareja.

En cuanto al tener o no pareja sexual influye, indudablemente en la actividad sexual de las personas y, específicamente, en las mujeres mayores, ya que les priva de estar activas en cuanto a su sexualidad. Una posible solución a los efectos negativos de este factor sería fomentar una regulación social y costumbres menos represivas y más libres en el caso de que las personas mayores sintieran la necesidad de organizar su vida sexual y amorosa con mayor libertad de la que tienen debido a los prejuicios sociales.
Asimismo, la historia sexual de las personas y las parejas tienen gran importancia, sobre todo si se trata de una abstinencia por un período largo de tiempo, ya que esto tiende a disminuir las capacidades fisiológicas en cuanto al deseo y el interés sexual. Un factor que podría contribuir a un estado y vida sexual favorables serían mantener una adecuada salud general, especialmente, a nivel físico.

Finalmente, el tiempo que se lleva en pareja influye en la satisfacción que se tenga a nivel de la sexualidad de las personas, debido a que ello podría causar aburrimiento, falta de motivación, habituación de los estímulos sexuales y una disminución en el deseo, la atracción y el enamoramiento que pierden intensidad a medida que avanza la edad.

### Modelos de intervención

#### Modelo de riesgo
Desde este modelo, se entiende a la salud como la ausencia de enfermedad y no como un estado de bienestar y desarrollo de la calidad de vida. Por ello, lo que sugiere es evitar los riesgos asociados a la vida sexual, evitando educar a las personas a vivir su sexualidad de manera libre y responsable.
- Marco Teórico

Se basa en el modelo clínico-médico de salud, según el cual la salud es entendida como la ausencia de enfermedad. Los profesionales de sanidad solo debían intervenir para evitar enfermedades y, en caso se detecte alguna, proveer la respectiva curación. De esa forma, se deja de lado el cuidado de la sexualidad humana y todo lo que ella implica.
- Objetivos

Evitar problemas de salud asociados a la actividad sexual (sida, por ejemplo) y tratar disfunciones sexuales.
- Contenidos preferentes

Presentados de forma técnica y sin ningún sesgo moral:
- Información técnico-profesional acerca de los riesgos y sus consecuencias personales y sociales.
- Descripción de las prácticas sexuales de riesgo que deben ser evitadas y de aquellas consideradas como «seguras» que deberían ser adoptadas en la vida sexual.
- Intervenciones sanitarias o terapéuticas a disfunciones sexuales.
- Metodología

Campañas publicitarias, campañas específicas con actuaciones de drogadictos, encarcelados. En el caso específico de las personas de tercera edad, las intervenciones solo ocurren a partir de la demanda del usuario.
- Los responsables o profesionales

La principal autoridad es el Ministerio de Salud o Sanidad: médicos y sanitarios.
- Evolución

En las últimas décadas, la salud ha dejado de ser considerada como ausencia de enfermedad y se ha redefinido a bienestar personal y social, lo cual implica darle mayor importancia a la educación sexual en vías de promoción de una mejor calidad de vida personal y social.
De la misma manera, se habla de actividad sexual alejada del concepto de peligro, mostrándose como un constructo más positivo que incluye términos como valor de la vida, placer, etc.
Sin embargo, la evolución sólo se ha dado en el campo de la teoría y no en el de la práctica, dado que en las instituciones de salud pública aún se mantienen al margen de la vida sexual de las personas que atienden.

#### Modelo moralista-religioso
Desde este modelo, se busca mantener a la sexualidad como otra funcionalidad natural del humano y una consecuencia del amor humano verdadero de una pareja estable para toda la vida, para formar una familia donde los hijos crezcan en un nido de amor.
Marco teórico
Modelo basado en una concepción integral del humano, según la cual la sexualidad tiene sentido solo dentro de un matrimonio heterosexual y orientada a la satisfacción mutua y a la procreación de los hijos desde una visión religiosa del plan de un dios. De la misma forma, la educación sexual se orienta a hacerla una consecuencia natural del amor verdadero, culminada en la creación de nuevos hijos.
Objetivos
- Priorizar el amor sobre la lujuria.
- Fomentar la castidad y la abstinencia, además de fidelidad matrimonial después de casados.
- Contrarrestar mensajes promocionados por grupos LGBT en los medios de comunicación, considerados libertinos por parte de personas religiosas.
- Contenidos preferentes
- Sublimación de las relaciones sexuales como «culminación del amor»
- Relaciones familiares fuertes basadas en una vida sexual sana de los padres, así como la crianza de los hijos
- Si no hay matrimonio heterosexual, se requiere la abstinencia.
- Consideración de la actividad sexual fuera del matrimonio como «traición al otro».

Hay que tener en cuenta que este modelo pasa por un sesgo fuertemente moralista surgido en culturas de base religiosa como el cristianismo.
Metodología
Trasmitida dentro del núcleo familiar, reforzada por la difusión de ideologías religiosas.
Evolución
Este modelo funciona de manera tradicional en culturas de base religiosa.

#### Modelo prescriptivo
Este modelo tiene su origen en los pensadores que pretendieron hacer una síntesis de Sigmund Freud y Karl Marx. Apareció por primera vez con el movimiento juvenil SEX-POL (sexualidad y política) creado en Viena en los años 1930 y con Wilhelm Reich como su líder ideológico. Los partidarios de dicho movimiento veían la revolución sexual como una condición necesaria para la revolución social.
Marco teórico
Su fundamentación teórica se basa en los escritos freudo-marxistas de Wilhelm Reich, quien buscaba construir una síntesis de los postulados de Freud y Marx para así proponer una teoría y práctica que se base en liberar a las personas de la opresión del capitalismo y la moral sexual represiva. De la misma forma, se sugería la idea de la necesidad de tener relaciones sexuales satisfactorias debido a que el orgasmo era considerado como necesario para la salud de las personas.
Objetivos
Se consideraba que la información acerca de sexualidad brindada en la escuela era insuficiente. Por ello, se propuso objetivos amplios y complejos basados en la concepción de la educación sexual como una forma de concientizar acerca de la explotación y represión sexual. Además, se propuso el acceso libre a los anticonceptivos, el derecho al aborto, creación de lugares donde las personas pudieran tener relaciones sexuales libres, etc.
Al igual que con los jóvenes, se fomenta la idea de que personas de la tercera edad también tengan actividad sexual satisfactoria, al margen del estado civil y otras consideraciones sociales.
- Contenidos preferentes
- Análisis de condiciones sociales de la población, sentido de represión sexual, la función de la familia, la propiedad y el estado.
- Crítica a la función tradicional de la familia
- Explicación de anatomía, fisiología y psicología del placer de la respuesta sexual humana
- Términos: deseo, excitación, orgasmo
- Información sobre anticoncepción y medios para llevar una vida sexual saludable
- Agentes educativos

El modelo propone a los profesores y profesionales sanitarios como aquellos que difundan la información necesaria en relación de la sexualidad, además de fomentar una visión crítica de la represión sexual.
Metodología
Se centra en debates, exposiciones y participación activa en movimientos sociales.
Evolución
Durante los últimos años, ha perdido influencia social. No obstante, ciertos elementos de este modelo pueden encontrarse en emergentes movimientos sociales como el feminismo y el movimiento homosexual. De igual manera, algunos sexólogos han adoptado ideas del modelo prescriptivo.

## Actividad en la tercera edad

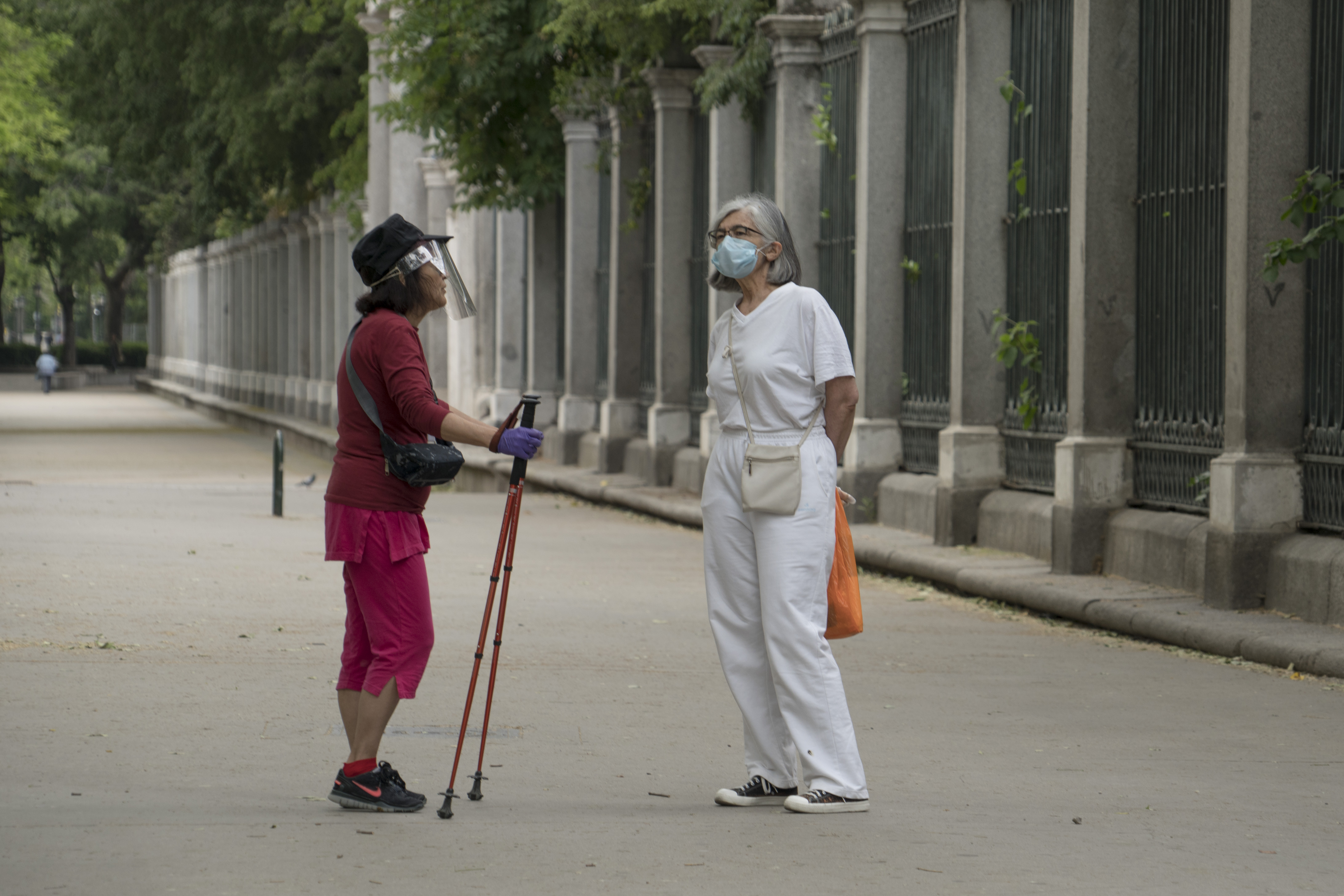
Distanciamiento social en tiempos de COVID.

En la actualidad, los esfuerzos por combatir la discriminación por edad —a la que en 1969 Robert Butler denominó ageism, término traducido en castellano como «viejismo» (el prejuicio o discriminación por edad)— rinden frutos gracias a la creciente notoriedad de adultos mayores sanos y activos. En la televisión es cada vez más inusual que se presente a los ancianos como personas decrépitas e indefensas, y en cambio, con más frecuencia se les describe como personas sensatas, respetadas y sabias.
Es muy común asociar a la tercera edad con la pasividad, ya que los cambios biopsicosociales que la acompañan provocan un cambio en su rutina, además existe una enorme estigmatización de asociar la tercera edad con la decadencia de la vida del humano. Una forma de socavar esta situación es la realización de actividades recreativas, las cuales son entendidas como «el conjunto de actividades a las que el individuo puede dedicarse de lleno, ya sea para descansar, para divertirse, para desarrollar su información y formación desinteresada, su participación social voluntaria o su libre capacidad creadora», ya que a través de estas actividades se logra romper con la rutina, con el sedentarismo y con el aislamiento del que pueden ser parte.
Un envejecimiento activo es cada vez más importante, pues el paso de los años es un proceso, no un suceso, por tal situación es apropiado pensar en el envejecimiento lo más saludablemente posible y no solo se habla del sentido físico sino también psicológico, afectivo y social.
Al pensar en una forma saludable de envejecer se encuentra como alternativa y herramienta la creatividad para un envejecimiento activo, ya que en el V Congreso Internacional de Creatividad e Innovación, se habló de la creatividad como sinónimo de aprendizaje; esta relación se dio, pues al estimular la creatividad en las personas de la tercera edad se concreta un proceso educativo que propicia el desarrollo de su funcionamiento mental.
De esta manera, en la actualidad se emplea el concepto de envejecimiento satisfactorio para referirse al mantenimiento de la calidad de vida durante la tercera edad. Este concepto se refiere a un normal declive de las capacidades, mas no al envejecimiento caracterizado por la patología y la dependencia, en el cual se produce un deterioro grave en el funcionamiento del individuo producto de la tercera edad. De esta manera, esta etapa es vista como una fase, en la que si bien se presenta una disposición mayor a las enfermedades, los adultos provectos no padecen enfermedades graves. Con ello, se reconocen sus potencialidades para que a pesar de los cambios propios de su edad, puedan gozar de salud física, logren ser autónomas, encargándose de su autocuidado y que también puedan conservar una postura activa frente a la vida.
Con ello, los adultos pueden involucrarse en dos tipos de actividades muy importantes para su bienestar: la actividad social y la actividad productiva. La primera es entendida como el mantenimiento de relaciones interpersonales y la segunda hace referencia a aquellas actividades, en las que los provectos perciben que pueden contribuir a la sociedad, amigos, familiares o a ellos mismos.
Por otro lado, tanto los factores objetivos (condiciones de vida) como subjetivos (experiencias subjetivas) en la vida del adulto provecto influyen y se interrelacionan para que en la tercera edad, se pueda sentir satisfecho con la vida. Por lo tanto, ciertos indicadores externos como la situación económica, el contexto familiar, la salud física y factores internos como la capacidad de adaptación y ajuste emocional a situaciones adversas se complementan y relacionan con el fin de que los adultos mayores pueden tener recursos internos como recursos externos adecuados que contribuirán con su bienestar subjetivo.
Cabe destacar que muy pocas veces los individuos van a tener adecuados recursos externos, sin embargo es necesario que se logren aceptar ciertas limitaciones, situaciones difíciles, en las que la capacidad de adaptación resultará fundamental para ajustarse al entorno.

## Día Internacional de las Personas de Edad
El Día Internacional de las Personas de Edad se celebra el 1 de octubre.

## Maltrato familiar a personas de la tercera edad
En los últimos años ha supuesto un gran escándalo social, la comunicación de casos de indignante maltrato a personas mayores, por parte de sus propios familiares o personas de convivencia. Algunos varones son explotados por su familia, y algunas mujeres han llegado a sufrir el llamado «síndrome de la abuela esclava» por el que algunas familias abusan de la confianza que le supone, para que trabaje para ellos, sin que ellos tengan consideración con ella.
En la mayoría de los casos, el maltrato pasa a ser psicológico y casi imperceptible.
Otro tipo de caso es que la familia o convivientes ya no los quieren porque se ve a la persona como un estorbo, por lo general esta idea se da por falta de dinero para mantener tanto a él como al resto de los familiares o convivientes del hogar. Los asilos de ancianos también son criticados duramente por acusaciones graves de maltratos físicos y psicológico, como también a falta de atención y el poco cuidado que reciben.
La autoestima en el adulto mayor se ve afectada puesto que la etapa en que este vive requiere de una reestructuración de la personalidad debido a una serie de cambios tanto a nivel fisiológico, psicológico, social y familiar que lo hacen vulnerable ante su nueva vida.

## Residencia de personas mayores
En algunos países también llamadas asilo de ancianos, son las instituciones que, en ocasiones con la inclusión de servicios gerontológicos especializados, atienden a personas de la tercera edad que pueden permanecer allí temporal o permanentemente.

## Evolución de la población de la tercera edad

### En España

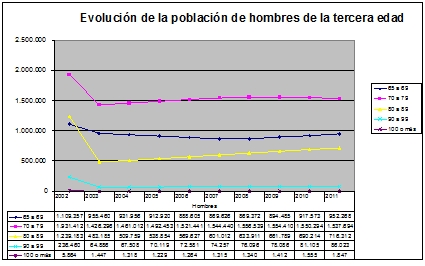
Evolución de la población de hombres de la tercera edad en España.

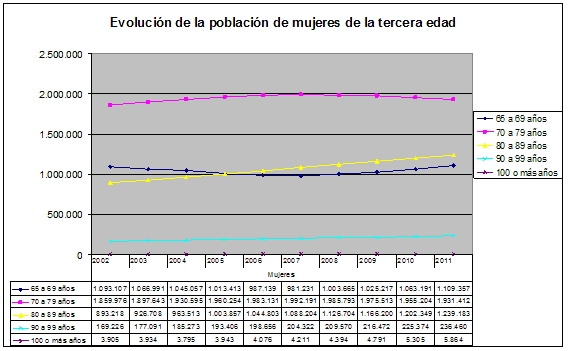
Evolución de la población de mujeres de la tercera edad en España.

En este apartado se analiza, a partir de los datos del Instituto Nacional de Estadística de España, la evolución de la población de personas de la tercera edad en España. Los datos son referidos a la población estimada en España en enero de cada uno de los años que se incluyen.
En cuanto a los datos generales de España, en enero del 2011 se estima que hay una población de 7 869 759 de personas de la tercera edad, de las que el 21,94 % tienen edades comprendidas entre los 65 y los 70 años; el segmento poblacional de personas entre 70 y 80 años es el más numeroso representando el 44,66 % —es importante destacar que el anterior grupo recoge a personas dentro de un rango de 5 años, mientras que este conjunto integra una diferencia de edad de 10 años—; el segmento de personas con edades entre 80 y 89 años representan el 27,92 %. A partir de esta edad el número de personas supervivientes baja mucho siendo los mayores con edades entre 90 y 100 años el 5,39 % y los seres humanos de más de 100 años solamente el 0,07 %.
Estos datos muestran diferentes resultados si analizamos la evolución poblacional diferenciándola por sexo. De esta forma, tal y como se muestra en los gráficos adjuntos, se observa como hay un fuerte descenso en la población de hombres en todos los rangos de edades entre el año 2002 y 2003 —desconocemos si esto se debe a un hecho histórico puntual o es debido a un error en la fuente de datos secundaria elegida, esta situación nos lleva a analizar solamente los años a partir de 2003—. Este hecho anterior no ocurre en la población de mujeres, donde la diferencia entre esos años no es tan acusada, mostrando incluso un crecimiento poblacional para algunos intervalos de edad.
Es destacable para los hombres como la población de personas entre los 80 y 90 años va aumentando con mayor intensidad que en otros segmentos. No obstante si miramos el conjunto masculino de mayores de 65 años se aprecia que a lo largo de los años que van desde el 2003 a 2011 el número de personas ha crecido en un 12,37 %.
Respecto a las mujeres el grupo de 80 a 90 años es el que más ha crecido y si observamos la evolución de población femenina entre los años 2002 y 2011 esta se ha incrementado en un 12,51 %.
Como conclusión se aprecia un envejecimiento de la población, con mayor número de personas de la tercera edad tanto en varones como en féminas.